# Lenka Wech
Lenka Wech (Sokolov, Checoslovaquia, 9 de abril de 1976) es una deportista alemana que compitió en remo.
Ganó cinco medallas en el Campeonato Mundial de Remo entre los años 1996 y 2006, y una medalla de oro en el Campeonato Europeo de Remo de 2007.
Además, obtuvo una medalla de oro en el Campeonato Mundial de Remo de Mar de 2010.
Participó en tres Juegos Olímpicos de Verano, ocupando el sexto lugar en Sídney 2000 (dos sin timonel), el quinto en Atenas 2004 (ocho con timonel) y el cuarto en Pekín 2008 (dos sin timonel).

## Palmarés internacional
| Campeonato Mundial | Campeonato Mundial       | Campeonato Mundial | Campeonato Mundial |
| Año                | Lugar                    | Medalla            | Prueba             |
| ------------------ | ------------------------ | ------------------ | ------------------ |
| 1996               | Motherwell (Reino Unido) | Medalla de bronce  | Cuatro sin timonel |
| 2001               | Lucerna (Suiza)          | Medalla de bronce  | Ocho con timonel   |
| 2002               | Sevilla (España)         | Medalla de bronce  | Ocho con timonel   |
| 2003               | Milán (Italia)           | Medalla de oro     | Ocho con timonel   |
| 2006               | Eton (Reino Unido)       | Medalla de plata   | Ocho con timonel   |
| Campeonato Europeo |                          |                    |                    |
| Año                | Lugar                    | Medalla            | Prueba             |
| 2007               | Poznań (Polonia)         | Medalla de oro     | Dos sin timonel    |